# 시다역
시다역(일본어: 椎田駅)은 일본 후쿠오카현 지쿠조군 지쿠조정에 위치한 규슈 여객철도 소속 철도역이며, 닛포 본선의 정차역이다.

## 역 구조 및 승강장
단식 승강장 2면 2선을 가지는 지상역. 닛포 본선의 동쪽으로 역 책방이 존재해 책방에 접한 승강장(1 번선)이 하행선 승강장, 과선교를 건넌 앞의 섬식 승강장(2 번선)이 상행선 승강장이다.
규슈 교통 기획이 역 업무를 수탁하는 업무 위탁역에서, POS 단말기가 설치되어 있다. SUGOCA의 간이형 자동 개찰기와 요금기가 설치되어 있다.
SUGOCA의 이용이 가능하지만, 카드 판매는 실시하지 않고 요금만 취급을 실시한다.
| 플랫폼 | 노선        | 방향   | 행선지                             |
| 1      | ■ 닛포 본선 | 하행선 | 나카쓰 · 우사 방면                 |
| 2      | ■ 닛포 본선 | 상행선 | 고쿠라 · 모지 항 · 시모노세키 방면 |

## 역 주변
- 쓰나시키 텐만구
- 하마노미야 해수욕장

## 인접 역
| 닛포 본선          | 닛포 본선 | 닛포 본선                   |
| ------------------ | --------- | --------------------------- |
| 쓰이키 고쿠라 방면 | ■ 쾌속    | 우노시마 우사 방면          |
| 쓰이키 고쿠라 방면 | ■ 보통    | 부젠쇼에 가고시마 중앙 방면 |